# Consejo de Coordinación de Bielorrusia
El Consejo de Coordinación de Bielorrusia (en bielorruso: Каардынацыйная рада Беларусі; en ruso: Координационный совет Беларуси) es un organismo formado en agosto de 2020 por la candidata presidencial Svetlana Tijanóvskaya como grupo activista en las protestas en Bielorrusia por presunto fraude electoral realizado por el candidato y veterano presidente Aleksandr Lukashenko. La primera reunión del Consejo tuvo lugar el 18 de agosto del mismo año.

## Formación
La formación del Consejo de Coordinación fue anunciada en un vídeo difundido por Tijanóvskaya el 14 de agosto de 2020 en el que también afirmó que había recibido entre el 60 y el 70% de los votos en las elecciones presidenciales del 9 de agosto, y pidió a la comunidad internacional que reconozca a ella como la ganadora. Tijanóvskaya declaró que los objetivos del consejo son coordinar una transferencia de poder pacífica y ordenada del presidente en ejercicio Aleksandr Lukashenko y celebrar una elección presidencial nueva, libre y justa en la primera oportunidad. El 17 de agosto, Tijanóvskaya publicó otro vídeo en el que afirma que está lista para liderar un gobierno de transición. El consejo celebró su primera conferencia de prensa el 18 de agosto de 2020, y Olga Kovalkova, Maksim Znak, María Kolésnikova, Pável Latushko y Serguéi Dylevski respondieron a las preguntas. Tijanóvskaya grabó en idioma inglés un llamamiento a los líderes de la Unión Europea (UE) el 19 de agosto, en el que les pedía que no reconocieran los resultados de las elecciones presidenciales de agosto en una reunión de jefes de gobierno de la UE programada para ese mismo día.

## Fines, objetivos y posiciones políticas

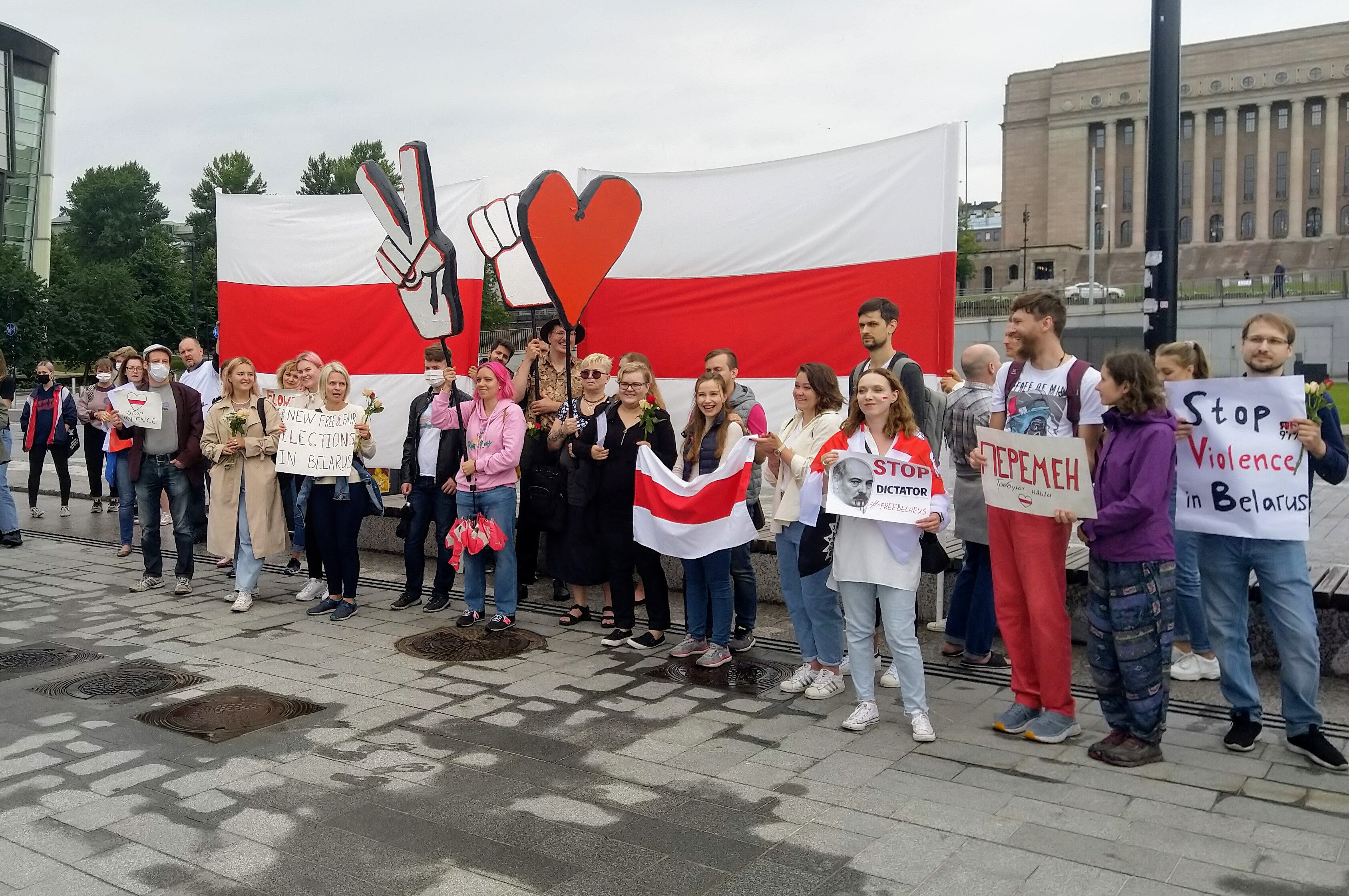
Manifestantes opositores al presidente Aleksandr Lukashenko y favorables a Svetlana Tijanóvskaya en Helsinki (Finlandia), en el fondo incluso se puede ver el logo utilizado por Tijanóvskaya en las elecciones presidenciales de 2020.

### Fines y objetivos
El Consejo ha declarado que sus objetivos principales son:
- Poner fin a la persecución política de los ciudadanos y hacer comparecer a los responsables ante la justicia.
- Por la liberación de todos los presos políticos en Bielorrusia.
- La anulación de las elecciones presidenciales del 9 de agosto y la celebración de nuevas elecciones según las normas internacionales organizadas por una comisión electoral central reconstituida.

### Política exterior
- El miembro del presídium del consejo, Pável Latushko, ha declarado que el consejo no quiere cambiar radicalmente el curso de la política exterior bielorrusa y ha añadido que quieren mantener relaciones "amistosas y profundas" con Rusia, así como tener una buena relación de trabajo con los europeos. la Unión y actuar como puente entre oriente y occidente.[13]

## Estructura

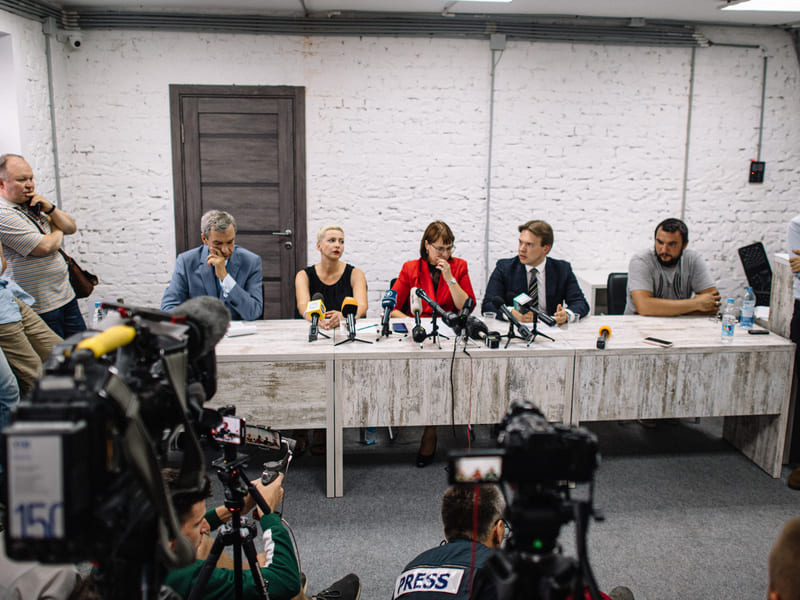
Primera conferencia de prensa del Consejo de Coordinación realizada el 18 de agosto en el marco de las protestas en Bielorrusia de 2020. De izda. a dcha.: Pável Latushko, María Kolésnikova, Olga Kovalkova, Maksim Znak y Serguéi Dylevski.

Tijanóvskaya ha declarado que las solicitudes para el consejo estarán abiertas a los ciudadanos bielorrusos que reconozcan que los resultados electorales declarados oficialmente han sido falsificados y en quienes un grupo social confíe. Se han invitado solicitudes de grupos de trabajo, partidos, sindicatos y otras organizaciones de la sociedad civil y de figuras autorizadas como médicos, profesores, líderes empresariales, autores o deportistas. A Olga Kovalkova y al abogado Maksim Znak se les ha confiado la responsabilidad de recopilar y aprobar las solicitudes de afiliación.

### Miembros
Una lista inicial de 35 miembros se distribuyó el 17 de agosto de 2020 y se actualizó a 51 miembros el 18 de agosto. Los miembros incluyen a la Premio Nobel Svetlana Aleksiévich, la atleta Nadzeya Astapchuk, el director de cine Jury Chaščavacki, el líder cívico Alés Bialiatski, el político Jury Hubaréwicz, el físico Aleksandr Dabravolski, el político Andréi Yegórov, Mikalái Kazlov del Partido Cívico Unido de Bielorrusia, el cineasta Andréi Kuréichik, el político Vital Rymasheuski, el pintor Vladímir Tsesler y el representante de la sede conjunta de la oposición María Kolésnikova y el exministro de cultura Pável Latushko. Kovalkova y Znak también son miembros del Consejo.

#### Presídium
El Consejo eligió un presídium de 7 miembros el 19 de agosto de 2020, que luego nombrará un presidente entre sus miembros. Los miembros del presídium son:
- Svetlana Aleksiévich, premio Nobel de Literatura
- Serguéi Dylevski, líder del comité de huelga de Planta de Tractores de Minsk (MTZ)[20]
- Pável Latushko, exministro de Cultura
- María Kolésnikova, coordinadora de la sede de la campaña presidencial 2020 de Víktor Babariko
- Olga Kovalkova, representante de Svetlana Tijanóvskaya y copresidenta del partido Democracia Cristiana Bielorrusa
- Lilia Vlásova, mediadora y jurista internacional
- Maksim Znak, jurista y abogado

## Actuaciones del Consejo de Coordinación
El 26 de agosto de 2020, miembros del Presídium del Consejo se han dirigido a la sociedad civil bielorrusa animando a sus miembros a integrarse en la organización para así poder defender sus derechos de una forma más unida y efectiva. El Consejo ha facilitado el enlace a la página web donde poder realizar la inscripción.

## Reacción

### Nacional
El presidente de Bielorrusia, Aleksandr Lukashenko, dijo que la formación de un consejo de coordinación por parte de la oposición es "un intento de tomar el poder con todas las consecuencias consiguientes". Afirmó que las autoridades "tomarían las medidas adecuadas, pero solo de acuerdo con la constitución y la ley". Lukashenko dijo sobre los miembros del Consejo de Coordinación lo siguiente: "Algunos de ellos estuvieron una vez en el poder o cerca de él. Fueron expulsados y guardan rencor. Otros son absolutamente nazis. Basta con mirar sus nombres ". El ex contendiente presidencial Valeri Tsepkalo dijo que no entendía los criterios para la formación y las tareas del nuevo Consejo. Se quejó de que no fue invitado.
En una entrevista al periódico El País del 27 de agosto de 2020, Svetlana Tijanóvskaya dice que: “la ciudadanía bielorrusa nunca volverá a ser la misma. La llama no se apagará, la gente ya se ha despertado y ya no podrá vivir con un Gobierno que no acepta, no se pueden perdonar los crímenes que han cometido”.

#### Investigación Criminal
El 20 de agosto, Aleksandr Konyuk, fiscal general de Bielorrusia inició un proceso penal contra los miembros del Consejo de Coordinación en virtud del artículo 361 del Código Penal de Bielorrusia, alegando que intentaban tomar el poder del Estado y atentar contra la seguridad nacional. El mismo día, los concejales Serguéi Dylevski y Maksim Znak fueron citados para ser interrogados por la policía. La casa de Pável Latushko también fue pintada con pintura roja. Znak y Dylevski llegaron para ser interrogados la mañana del 21 de agosto y luego fueron puestos en libertad.
El 24 de agosto, el Comité de Instrucción de Bielorrusia citaba a declarar a miembros del presídium del Consejo: a Pável Latushko a las 10 horas del 25 de agosto y a Svetlana Aleksiévich a las 14 horas del 26 de agosto. Antes de someterse al interrogatorio, Svetlana Aleksiévich mostró su convicción de que las protestas pacíficas de la sociedad civil bielorrusa contra el fraude electoral contribuyen a su consolidación y al establecimiento de un régimen de libertades en el país.
En enero de 2023, el Ministerio del Interior de Bielorrusia reconoció al Consejo de Coordinación como grupo extremista. Según la legislación bielorrusa, los miembros de grupos extremistas pueden ser encarcelados. Anteriormente, en 2021—2022, los tribunales bielorrusos reconocieron los recursos de Internet del Consejo como materiales extremistas.

### Internacional
Svetlana Tijanóvskaya ha pedido a la comunidad internacional que apoye los esfuerzos del Consejo de Coordinación.
Josep Borrell, Alto representante de la Unión para Asuntos Exteriores y Política de Seguridad, ha pedido a las autoridades de Bielorrusia que pongan fin a los procesos penales contra miembros del consejo de coordinación.
: El presidente de Lituania, Gitanas Nausėda, habló con Tijanóvskaya por teléfono y le ofreció su apoyo al consejo. El Primer Ministro de Lituania también ha pedido a Bielorrusia que celebre nuevas elecciones "libres y justas" supervisadas por observadores internacionales. El ministro de Relaciones Exteriores de Lituania, Linas Linkevičius, se ha referido a Lukashenko como el "ex presidente" de Bielorrusia. El 20 de agosto, el primer ministro lituano Saulius Skvernelis, invitó a Svetlana Tijanóvskaya a su oficina y se refirió públicamente a ella como "la líder nacional de Bielorrusia".
: El Secretario de Estado de los Estados Unidos, Mike Pompeo, instó en una declaración al gobierno bielorruso a involucrar activamente a la sociedad bielorrusa, incluso a través del Consejo de Coordinación recientemente establecido, de una manera que refleje lo que el pueblo bielorruso está exigiendo, por el bien del futuro de Bielorrusia, y para una Bielorrusia exitosa.